# Jan Paulů
Jan Paulů (3. září 1922 Nymburk – 12. května 1998 Nymburk) byl český herec, divadelní režisér a dramatik.

## Život
Od 80. let 20. století režíroval hry v nymburském divadle. Je autorem řady divadelních her jako jsou: Tři kostky cukru, pohádkové veselohry o třech dějstvích Král 3.333, přepracovanou Pohádku o Dlouhém, Širokém a Bystrozrakém, a k níž složil hudbu jeho syn Petr Paulů. K jeho dalším hrám patří veselohra o čtyřech dějstvích Slovo má babička, nebo veselohra se zpěvy Turecká věž, kterou napsal spolu se Stanislavem Kaufmanem a k níž napsal scénickou hudbu a písně Přemysl Vrhel.
Zemřel v Nymburce roku 1998 a byl pohřben na místním novém městském hřbitově.